# Live „In The Moment”
A Live "In The Moment" Dweezil Zappa 2008 és 2011 között koncerteken rögzített gitárszólókból összeállított dupla CD-je, apja, Frank Zappa gitár-munkásságának egyértelmű folytatási szándékával (ld. például: Shut Up ’n Play Yer Guitar)

## Az album számai

### 1. CD
1. Flim Flam
2. Guitarlos Mantana
3. That's Heavy
4. Curly Toed Shoes
5. You Can't Get There From Here
6. That's Right
7. Stink Patrol
8. The Stink Eye
9. They're Attracted To The Light Mama
10. Neapolitan Sunset
11. First Day With The New Brain
12. Follow Me
13. Your Slime Is On Fire

### 2. CD
1. Just A Trim
2. Phase McNugget
3. Southern Gravy
4. Canadian Jazzercise
5. Scratch
6. Hair Club For Ponies (Greasey)
7. Where Everyone Still Looks The Same
8. I Promise Not To Mess Up Your Hair
9. A Chick Walks On To The Stage...
10. Bat Sandwich
11. What Did You Mean By That?
12. A Night Out In Tel Aviv
13. Midrange Exploitation
14. Is This Safe?
15. What Kind Of Muffin Is This?
16. Deathless Horsie Rides Again